# Minna von Barnhelm
Minna von Barnhelm oder das Soldatenglück ist ein Lustspiel in fünf Aufzügen von Gotthold Ephraim Lessing. Das Stück wurde 1767 fertiggestellt, seine Ausarbeitung begann jedoch schon im Jahre 1763. Lessing gab als Entstehungsdatum auf dem Titelblatt offiziell das Jahr 1763 an, vermutlich um die Nähe zum Siebenjährigen Krieg zu betonen, vor dessen Hintergrund das Stück spielt. Minna von Barnhelm ist das bekannteste Lustspiel der deutschen Aufklärung und zählt zu den wichtigsten Komödien der deutschsprachigen Literatur.

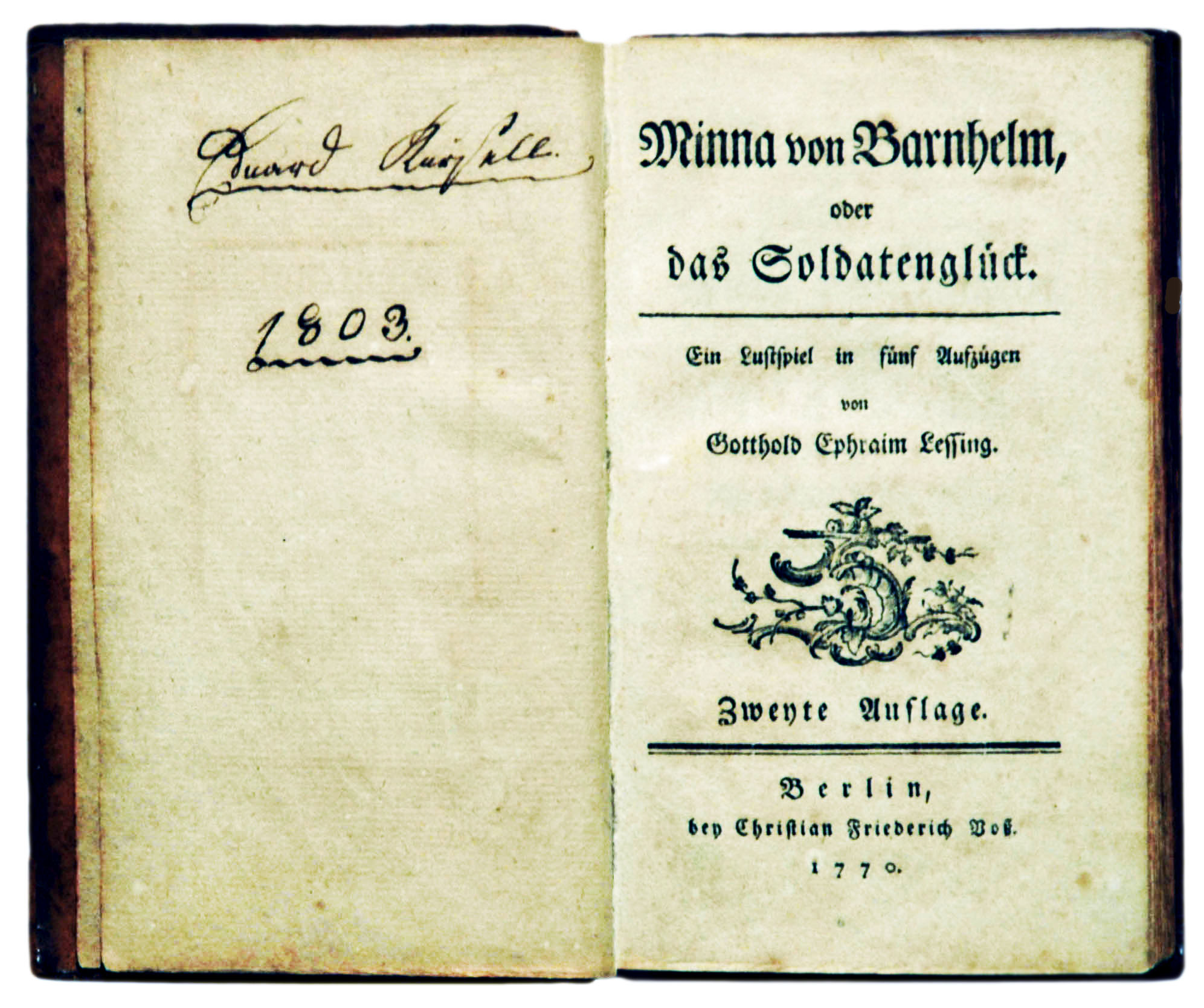
Zeitgenössischer Druck (2. Auflage)

## Handlung

### Inhaltsangabe
Ein verlobtes Paar ist durch die Wirren am Ende des Siebenjährigen Krieges seit Monaten getrennt. Die thüringische Braut reist dem in Berlin vermuteten Verlobten mit ihrem Vormund hinterher. Angesichts einer Reparatur seiner Kutsche lässt der Vormund sie nach Berlin vorausfahren.
Es kommt zu einer stürmischen Begrüßung der beiden; danach zieht sich der Verlobte zurück und teilt ihr später mit, dass er im Verdacht der Bestechlichkeit im Amt stehe und das Untersuchungsergebnis des preußischen Staates in Berlin abwarten solle. Er verweigert die Heirat und lehnt alle Unterstützungsangebote ab.
Die Verlobte entscheidet sich dafür, ihn durch ein Täuschungsspiel zur Umkehr zu bewegen. Dies gelingt.
Der preußische König rehabilitiert den Offizier.
Die Verlobte setzt ihre Intrige fort, was zu ernsten Missverständnissen zwischen allen Personen führt. Als der Vormund angekündigt wird, kommt es zum glücklichen Ende.
Minna von Barnhelm ist in wesentlicher Hinsicht ein analytisches Drama:
Neben das zielbezogene Bühnengeschehen tritt verdeckte Handlung, insbesondere als schrittweise Offenlegung der Vorgeschichte. Deshalb ist die folgende auftrittsorientierte Übersicht zweigeteilt: Dem in normaler Schrift gedruckten Bühnengeschehen folgen mehrmals Angaben zur verdeckten Handlung in kursiver Schrift.

### Bühnengeschehen [undverdeckte Handlung]
Das Bühnengeschehen spielt am 23. August 1763 vom frühen Morgen bis zum Nachmittag im ersten Stock eines Berliner Gasthauses, abwechselnd in einem Saal (I., III. und V. Aufzug) und einem angrenzenden Gästezimmer (II. und IV. Aufzug). Der Gasthof „König von Spanien“ im Stück ist dem Hotel König von Portugal in der Burgstraße im Heilige-Geist-Viertel von Berlin nachempfunden.

#### I. Aufzug
Just, Tellheims Diener, schläft im Gasthaus unter der Treppe – so auf seinen umquartierten Herrn wartend – und träumt von Rache am Gastwirt.
Der versucht ihn zu besänftigen; vergeblich. (I 1 – 2)
Tellheim erscheint. Er will ausziehen und fordert vom Wirt die Schlussrechnung für seinen sechsmonatigen Aufenthalt.
Er bezeichnet sich als mittellos; Just weist ihn auf die Verfügungsberechtigung über einen hohen Geldbetrag hin, den Werner, ein Unteroffizier Tellheims im Krieg, ihm zur Verwahrung gegeben hat, um die temporäre Geldnot zu beheben. Tellheim lehnt dieses Angebot ab; stattdessen fordert er auch Just auf, seine Schlussrechnung zu erstellen. (I 3 – 4)
Die Witwe eines ehemaligen Offiziers aus Tellheims Regiment will Schulden bei ihm begleichen, was dieser mit dem Hinweis auf die Bedürfnisse ihres kleinen Kindes verweigert. (I 5 – 7)
Just entkräftet seine Schlussrechnung mit einer Gegenrechnung und entscheidet angesichts seiner Schulden bei Tellheim, bei diesem zu bleiben. (I 8)
Ein Bediensteter bittet um Verzeihung für die ungewollte Vertreibung Tellheims; diese Höflichkeit beschleunigt Tellheims Flucht aus dem Gasthaus; zur Bezahlung gibt er Just einen kostbaren Verlobungsring. Der beschließt, ihn beim Wirt selbst zu versetzen. (I 9 – 11)
Werner will Tellheim weiteres Geld zukommen lassen – Just bezeichnet dies als unmöglich.
Werner erfährt Details von Tellheims aktuell misslicher Lebenssituation. (I 12)

#### II. Aufzug
Minna und ihre Kammerjungfer Franciska sprechen über ihre Gasthaus- und allgemeine Lebenssituation.
Minna hat vom Wirt das Zimmer erhalten, aus dem Tellheim vertrieben worden ist. Ihr Reisemotiv ist die Suche nach ihrem Verlobten Tellheim, der seit einem halben Jahr nur einen Brief geschrieben hat. Als Erklärung mutmaßt sie Folgen des Kriegsendes für Offiziere. (II 1)
Ihr Gastwirt erfüllt polizeiliche Melde- und Spitzelaufgaben der preußischen Regierung. Er zeigt Minna den von Tellheim versetzten Ring, wodurch sie von der Nähe ihres Verlobten erfährt. Sie behält den Ring; der Wirt verspricht, Just zu holen.
Minna und Franciska stammen aus dem zu Sachsen (Kriegsgegner Preußens im Siebenjährigen Krieg) gehörenden Thüringen. Sie sind am 22. August abends eingetroffen; begleitet nur von zwei männlichen Bediensteten, da Minnas Onkel und Vormund, Graf Bruchsall, wegen eines Kutschenunfalls zwei Meilen vor Berlin einen Tag lang aufgehalten wird. (II 2)
Minna will ihre Freude über das unerwartet schnelle Wiederfinden ihres Verlobten durch Geldgeschenke an Franciska und an den ersten der vielen Kriegsinvaliden, der ihnen begegnen wird, teilen.
Just erklärt sich bereit, Tellheim zu holen.
Sie spricht ein – recht weltliches – Dankgebet. (II 3 – 7)
Minna und der überraschte Tellheim eilen aufeinander zu, scheinen sich in die Arme zu fallen, als Tellheim zurückweicht.
Sie sprechen sich aus über ihre unterschiedliche Sicht ihrer Lage: Er sieht sich als Unglücklicher, der deshalb die Selbstisolation wählen sollte, um nicht andere mit in sein Unglück hineinzuziehen. Sie vergewissert sich seiner Liebe und fordert Einzelheiten seines Unglücks:
Tellheim ist aus der preußischen Armee verabschiedet, entehrt, am Arm verletzt und mittellos.
Er reißt sich von Minna los. (II 8 – 9)

#### III. Aufzug
Just übermittelt Franciska einen Gesprächswunsch Tellheims; sie sagt zu. Just kann sie vom Wert eines ungehobelten, aber ehrlichen Menschen wie ihm verdeutlichen, indem er ihr von den Unredlichkeiten aller anderen Bediensteten Tellheims erzählt.
Sie ist dankbar für seine Belehrung. Der Wirt schildert ihr die langwierige Trennung von Minna und Tellheim im Treppenhaus (nach II 9):
gegenseitig Blicke der Liebe, Flucht von Tellheim, Verzweiflung Minnas; Wunsch des Wirts nach dem „fehlenden Schlüssel“. (III 2 – 3)
Werner warnt Franciska vor negativen Eigenschaften des Wirts.
Der informiert Franciska vom Reichtum Werners durch Kriegsbeute.
Die beiden kommen sich näher; Werner stellt Tellheim als vermögend und Frauenhelden dar.
Im Winterquartier von besetzten Ländern (wie Sachsen durch Preußen) gaben Soldaten häufig einheimischen Frauen Eheversprechen, ohne dieses einzuhalten. (III 4 – 5)
Werner denkt sich eine Geschichte aus, um Tellheim Geld zukommen zu lassen.
Sein Plan scheitert. Tellheim belehrt ihn über soldatische Moral. Werner kontert Tellheims Geldzurückweisung mit dem Hinweis auf Kriegsereignisse:
In den Kämpfen hat Werner ihm zwei Mal das Leben gerettet. Er behauptet anschließend, spätestens am 24. August müsse Tellheim wieder im Besitz eines Vermögens sein. (III 6 – 7)
Beide charakterisieren ihre Liebe gegenüber Minna bzw. Franciska.
Franciska gibt Tellheim seinen Rechtfertigungsbrief an Minna zurück und pocht auf einer Ausfahrt Minnas mit ihm. Tellheim und Franciska belehren Werner über unangemessene Ehe-Scherze; Franciska tadelt das ramponierte Aussehen Tellheims.
Er hat in der Nacht zuvor aus Zorn über die Zimmerumquartierung unter freiem Himmel kampiert.
Werner entschuldigt sich bei Franciska für sein Renommiergehabe. (III 8 – 11)
Minna demonstriert ihre wiedererlangte Selbstsicherheit; sie kritisiert Tellheims Eheverweigerung als inakzeptablen Stolz und plant, diesen Fehler durch einen Streich zu korrigieren. (III 12)

#### IV. Aufzug
In ihrem Streich will sich Minna als enterbt darstellen. Sie prophezeit – ohne diesen bisher gesehen zu haben – Franciska eine Ehe mit Werner. (IV 1)
Ein Offizier Riccaut sucht Tellheim in dessen bisherigem Gasthauszimmer und teilt dort stattdessen Minna mit, dass Tellheims Prozess unmittelbar vor einem für ihn guten Ende stehe. Minna beteiligt sich über Riccaut am Glücksspiel.
Quasi-verdeckte-Handlung (= Riccauts Redeteile auf Französisch waren nur Gebildeten verständlich): Der Minister und Riccaut seien Freunde; Minister sollten ihren Dienstherrn betrügen; Riccaut bezeichnet sich in seiner Namensnennung u. a. als Schmarotzer bzw. Dieb.
Minna und Franciska sind sich grundlegend uneinig in der Beurteilung Riccauts und der Angemessenheit von Minnas Intrige gegen Tellheim. (IV 2 – 3)
Beide Frauen eint ihre Abneigung gegen zu soldatisches Verhalten als Unnatürlichkeit. Minna erweitert ihren Intrigenplan um eine Handlungsmöglichkeit mit den Ringen, die sie sich gegenseitig zur Verlobung geschenkt haben: Sie steckt sich den Ring an, den sie Tellheim geschenkt und vom Wirt (s. oben II 2) behalten hat. (IV 4 – 5)
Sie kündigt Tellheim die baldige Ankunft ihres – inzwischen ihm wohlgesinnten – Vormunds an. Beide berufen sich auf die Ehre, um dem anderen die eigene Haltung verständlich zu machen. Tellheim nennt vier Hindernisse, die ihm zum jetzigen Zeitpunkt eine Ehe unmöglich machten; die Auseinandersetzung gipfelt in der unterschiedlichen Einschätzung von seiner guten Tat (Kontributionsforderungen von Friedrich II. in Thüringen so niedrig wie möglich zu halten): Er erklärt ihr, dass diese ihm den Vorwurf der Bestechlichkeit eingebracht habe; Minna erinnert ihn daran, dass seine gute Tat der Auslöser ihrer Liebe gewesen sei. Beide bleiben hartnäckig bei ihrer Position; Minna wendet sich deshalb zum Schein von Tellheim ab und überreicht ihm den Ring, den sie trägt (s. IV 5). Sie nennt ihn „Verräter“ und zieht sich zurück. Er ist fassungslos.
Ihr Vormund war im Krieg nach Italien geflüchtet und gegen die Heirat mit Tellheim, bis er von anderen nur Gutes über diesen erfahren hat. Tellheim erläutert die schwerwiegenden juristischen und gesellschaftlichen Folgen seiner guten Tat: die Zerstörung seiner bürgerlichen Reputation. (IV 6)
Franciska erklärt ihm – intrigenimmanent –, dass Minna aufgrund ihrer Heiratsabsicht mit ihm enterbt und deshalb zu ihm geflüchtet sei; nun sieht er seine Ehre darin, Minna vor ihrem Onkel zu beschützen. (IV 7)
Durch diese Wende will er jetzt auch alle Geldangebote Werners annehmen. (IV 8)

#### V. Aufzug
Werner kündigt ihm an, dass alle seine Geldauslagen vom Ministerium erstattet würden; Tellheim interessiert dies nicht, er will jetzt nur Werners Geld, u. a. damit Just den Ring beim Wirt wieder einlösen kann, kündigt ihm seine Eheschließung mit Minna für den nächsten Tag an und seine Absicht, wieder in den Krieg zu ziehen.
Tellheim genießt die durch Minnas (Intrigen-)Not veränderte Situation; sieht sich selbstbestimmt und vernünftig handeln.
Franciska versucht ihn auf die Ringvertauschung hinzuweisen – vergeblich. (V 1 – 4)
Er versichert Minna seiner Treue und will seine Ringannahme rückgängig machen; Minna lehnt dies kategorisch ab. Zum Erstaunen von Franciska setzt sie ihre Intrige fort. Tellheim stellt ihr leidenschaftlich eine glückliche gemeinsame Zukunft vor. (V 5)
Ein Feldjäger überreicht ihm ein königliches Handschreiben.
Der Feldjäger erwähnt, dass es bereits einen Tag zuvor zugestellt sein sollte, Tellheims Aufenthaltsort aber erst später – durch Riccaut – ermittelbar gewesen sei. (V 6 – 7)
Der Wirt will den Minna ausgehändigten Ring (in II 2) wieder einlösen; sie teilt über ihn Just mit, dass sie den Ring schon eingelöst habe. (V 8)
Minna liest den Brief des Königs vor, der Tellheim rehabilitiert. Er nimmt an, dass ihr dies genügt, um in eine Ehe mit ihm einzuwilligen – sie widerspricht. Er will daraufhin auf seine militärische Karriere verzichten – sie beharrt auf ihrem Grundsatz der völligen Gleichheit von Ehepartnern. Er versteht dies als ihren Wunsch nach Teilhabe an der großen Welt – sie weist dafür auf eine unbescholtene Ehefrau hin, die sie nicht sei; er will daraufhin auf seine Rehabilitierung verzichten – sie verhindert dies. (V 9)
Just berichtet von der Ring-Einlösung durch Minna; Tellheim versteht dies als Entlobungs-Vorsatz und bricht mit ihr. (V 10)
Werner bringt weiteres Geld und Tellheim weist jetzt dieses und ihn selbst zurück; Franciska wird von Werner abgewiesen. Minna ist ratlos angesichts dieser Kette von Missverständnissen. (V 11)
Graf Bruchsall wird angekündigt; Minna will ihm mit Tellheim als glückliches Paar entgegeneilen, Tellheim aber – noch in der Intrigenhandlung befangen – ist zum Duell bereit, um Minna vor ihm zu schützen. Ihr Hinweis, dass er durch ihre Intrige bereits den richtigen Ring erneut besitze, bringt ihn in die Lustspiel-Realität zurück. (V 12)
Der Graf beglückwünscht Minna zu ihrer Wahl.
Tellheim nimmt Werners Geld freundschaftlich in Verwahrung.
Franciska und Werner versprechen sich die Ehe. (V 13 – 15)

## Deutungsvarianten

### Einflussreiche Interpretationen
In der wilhelminischen Zeit dominierten nationalpolitische, in der Weimarer Republik geistesgeschichtliche, in der Nachkriegszeit werkimmanente und seit den 1960er Jahren sozialkritische Deutungen. Außerhalb dieses stark zeitbedingten Mainstreams stehen heute noch grundlegende Arbeiten:

#### 1. Gattungstypologie:Arntzen 1968
Ausgangspunkt seiner Deutung ist die Zurückweisung von Guthke 1961, der eine Gattung Tragikomödie als Mischform konstituieren will, wegen deren begrifflicher Unschärfe, vor allem aber, weil dadurch die intentionale Trennung dieser beiden Dramengattungen aufgehoben werde. Diese sieht Arntzen in der jeweiligen Ausrichtung auf den Schluss: ein glücklicher als Aufhebung des Konflikts im Lustspiel oder ein unglücklicher im Trauerspiel. Ernst sei damit im Lustspiel nicht ausgeschlossen, wohl aber Tragik; Komik sei dann vor allem ein Zeichen für die Überwindbarkeit des Konflikts (S. 18f.).
Arntzen sieht Tellheim als situativ verhärtet in seiner nachvollziehbaren, aber unvernünftigen (und insofern komischen) selbstverhängten Fremdbestimmtheit an (S. 33); Minna hingegen handele vernünftig (S. 32); aus diesem Gegensatz konstruiere Lessing die dramatische Entwicklung (S. 35). Sieht Guthke noch im königlichen Handschreiben die Lösung des Konflikts (Guthke 1961, S. 36 und 42), wodurch er die folgenden Intrigenschritte Minnas marginalisiert, unterstreicht Arntzen deren Bedeutung für die schrittweise Wiedergewinnung menschlicher Autonomie bei Tellheim, die sich in seiner eigenständigen Entscheidung für Minnas Schutz in V 12 (erste Regieanweisung für Tellheim) durchsetze (S. 42).
Während Arntzen den glücklichen Ausgang und die daraus folgende optimistische Atmosphäre des gesamten Bühnengeschehens betont, rückt Michelsen im Widerspruch dazu zwei Momente der verdeckten Handlung in den Vordergrund, IV 6 (Tellheims Ehre-Problem in dem Bestechungsvorwurf) und V 9 (das königliche Handschreiben als dessen Rücknahme):

#### 2. Dramenkonstruktion:Michelsen 1973
Michelsen erläutert das juristische Gewicht des Bestechlichkeitsvorwurfs, den der preußische Staat gegen Tellheims gute Tat in Thüringen erhebt (S. 225ff.). „Ehre“ werde also nicht als ständische, sondern von Tellheim selbst als öffentliche bürgerliche Unbescholtenheit definiert. Die Heirat eines potenziell Kriminellen könne er Minna auf keinen Fall zumuten. So betrachtet wird das königliche Handschreiben zur unabdingbaren gesellschaftlichen Voraussetzung einer Ehe (S. 278). Zudem: Minnas Enterbtheits-Intrige inklusive Ringvertauschung werde in der Forschung zu Unrecht als Analogiehandlung zur Eheverweigerung Tellheims akzeptiert (S. 266).

### Intertextualität:Ter-Nedden 2016
Minna von Barnhelm als Lessings kombinatorische Anverwandlung von Molières Menschenfeind und Shakespeares Othello
Diese außerordentlich anregende und in sich schlüssige, allerdings hochkomplexe (und hier nur umrissartig darstellbare) Interpretation rekonstruiert das für Lessings Dichtungsverfahren charakteristische intertextuelle Gefüge für Minna von Barnhelm (s. Lessing, Hamburgische Dramaturgie, 101. – 104. Stück zur Entstehung seiner Werke aus der Kritik an anderen Schriftstellern). Damit wendet sich Ter-Nedden u. a. gegen die traditionelle literaturwissenschaftliche Deutung, [Haupt-]Thema dieser Komödie sei ein Konflikt der beiden Hauptfiguren zwischen Liebe und Ehre (S. 246); er sieht es in der fast alle Figuren erfassenden personalen Bindung von Menschen aneinander, zeitgeschichtlich aktualisiert in einer schwierigen Übergangssituation – vom Krieg zum Frieden (S. 284).
Konzeptioneller Ausgangspunkt sei dabei eine Aktualisierung der Komödie Der Menschenfeind von Molière mithilfe der Shakespeare-Tragödie Othello (S. 241). Die traditionelle Lesart sehe in Lessings Drama die potenzielle Tragödie im Ausbleiben der Rehabilitierung Tellheims durch den preußischen König, also in der äußeren Handlung. Tatsächlich aber – sowohl bei Lessing wie auch Molière – liege das wahre Unglück des Misanthropen in seiner Misanthropie selbst begründet, also in der inneren Handlung (S. 250). Othello habe Lessing die Inspiration gegeben, dass Tellheim sich in dem Wahn verfange, von der Liebe selbst verraten zu sein (s. V/11). Um aber Mitleid – Lessings Forderung an das Trauerspiel – erwecken zu können, müsse der Misanthrop an seinem Charakterzug leiden; dies gelte nicht für Molières Titelfigur Alceste, wohl aber für Tellheim. Dies erreiche Lessing eben durch seine Verbindung der Molière-Komödie mit Shakespeares Othello, weil so eine singuläre Verbindung von Komischem mit Rührendem ermöglicht werde – (Lessings Forderung an die „wahre Komödie“; S. 251f.).
Den Figuren Molières – so Ter-Nedden – fehle eine (Lebens-)Geschichte; sie seien nur Rollen, deren Handlungs- und Einstellungsmotive außerhalb des Problemhorizontes des Dramas blieben. Lessing ändere dies: Was bei Molière schon in der Exposition vorausgesetzt ist – die in Alceste für alle Bühnensituationen festgelegte Menschenfeindlichkeit – wird von Lessing in seiner Entstehung, also als Bühnengeschehen vor dem Zuschauer, entwickelt. Wie Othello die Liebe von Desdemona habe auch Tellheim diejenige von Minna gewonnen, nämlich durch eine gute Tat (praktizierte Feindesliebe), die später zur Quelle des Unglücks werde. Glück und Unglück entspringen einer Tat (S. 265). Ter-Nedden bemängelt an allen vorangegangenen Interpretationen, dass dieser zentrale Zusammenhang, der in der Ring-Intrige spiegelbildlich sich für Minna wiederhole, – in der Interpreten-Fixiertheit auf das Stichwort „Ehre“ des männlichen Protagonisten – zerstört werde und damit auch der Sinn von Lessings Komödie (S. 267).
Ehre ist laut Ter-Nedden in den intertextuell von Lessing hier verwobenen drei Dramen etwas anderes als die übliche Deutung (nämlich als gesellschaftliches Ansehen), sondern sie ist bei ihm ein elementarer Affekt, der (bei beiden Hauptfiguren) eine tödliche Verletzung der lebensnotwendigen Eigenliebe offenbare.

#### I. Aufzug
Im I. Aufzug zeige sich dies anhand des zeitgeschichtlichen Hintergrunds – des Nachkriegselends 1763 – bei dem Entlassungsversuch seines letzten Dieners Just (I/8). Dieser verweigert die Entlassung und begründet dies mit der bisherigen Philanthropie Tellheims ihm gegenüber (teure Krankenpflege, Hilfe für Justs Vater usw.), wodurch er sich seinem Herrn unauflöslich verbunden fühlt. Tellheims hier noch leichte misanthropische Verstoßung seines Dieners misslinge also (S. 270–274).
Der Charakter des „ehr-lichen Mannes“ in seiner Komplexität zeige sich ebenfalls in Tellheims Begegnung mit der Witwe seines verstorbenen Rittmeisters Marloff: Er verleugnet die Existenz von Marloffs Schulden und steigert dies noch durch sein Versprechen, sich in Zukunft um das Wohl der Witwe und ihres Kindes zu kümmern. Zunächst werde so veranschaulicht, wie man das eigene Glück im Glück der anderen finden könne: indem man verpflichtende personale Bindungen eingehe. Zudem enthalte Tellheims Antwort dramenintern einen wichtigen Hinweis auf seine innere Entwicklung: Sein Hinweis auf seine augenblickliche Unfähigkeit zu weinen, liest Ter-Nedden als Ausdruck für seine sich steigernde Misanthropie in seinem Zweifeln an der göttlichen Vorsehung (S. 275, 301). Erst in der personalen Innenseite der Figuren – hier durch die im Zuschauer Mitleid weckende Intensität der Leiderfahrungen – liege die poetische Substanz dieser Komödie, die sie singulär unter den vielen zeitgenössischen Komödien mache (S. 242).
Ein weiteres Geldangebot seines ehemaligen Wachtmeisters Werner (S. 277, zu I/12), erläutert Just, werde Tellheim sogar sicher wie schon das erste (I/4) zurückweisen, da er lieber anschreiben lasse als Geld zu borgen.

#### II. Aufzug
Der II. Aufzug zeige kontrastiv in der Heiterkeit der weiblichen Figuren Minna und Franciska Glücksgefühle (S. 276) mit dem Höhepunkt in Minnas profanem Dankgebet der Fröhlichkeit (S. 278f. und 307f. zu II/7). Minnas Erkenntnis durch dieses Glückserlebnis, wie in der Liebe des Menschen die Differenz zwischen notwendiger Eigenliebe und Liebe eines Partners aufgehoben ist, führt sie anschaulich zur Aufhebung bisheriger Gegensätze der Aufklärungsepoche: Stolz, Eitelkeit und Wollust als traditioneller Lasterkatalog und Tugend, Frömmigkeit und Zärtlichkeit (als Empathie- / Einfühlungsfähigkeit) als Tugendkatalog fallen in der Überschreitung menschlicher Egozentrik zusammen (S. 279 zu II/7).
Analog, nicht kontrastiv zum I. Akt bleibe aber auch im zweiten die konzeptionelle Grundfigur des molièreschen Misanthropen: Der in Not geratene Tugendheld Tellheim weise die sich ihm verbunden Fühlenden zurück; am Ende des II. Aktes gelte dies sogar für seine geliebte Minna (S. 277, zu II/9), obwohl der vorherige Auftritt II/8 die Tiefe und Spontaneität seiner Liebe Minnas zeigte.

#### III. Aufzug
Im III. Aufzug erweitern die herkömmlichen Nebenfiguren in thematisch bedeutsamer Weise (und also nicht als spielerische Verselbständigung der Charaktere wie in traditionellen Interpretationen, S. 280) das Panorama der Figurenbeziehungen auf der Thema-Ebene: Wie zerbrechen personale Bindungen unter grundlegend veränderten Lebensbedingungen nicht (S. 281, 284)? Lessing beantwortet diese Frage anhand der 1763 aktuellen Übergangszeit des Siebenjährigen Krieges zum Frieden:
Ausgerechnet der Packknecht Just als verachteter Repräsentant bürgerlicher Geringfügigkeit demonstriert gegenüber Franciska den Wert von Treue und Ehrlichkeit (III/2): Von ehemals fünf Dienern Tellheims ist er der einzige, der seinen Herrn nicht bestohlen, verraten oder betrogen hat, sondern seine Verantwortung für den verletzten Tellheim (s. I/8) ernst nimmt.
Intensiviert wiederholt sich dieses Muster, als Werner Tellheims Weigerung, Geld anzunehmen mit dem Hinweis in die Schranken weist, dass er, der Wachtmeister, dem Major in den Kriegsschlachten mehrmals das Leben gerettet habe, was schließlich mehr wert sei als jedes Geld (III/7).
Lessing definiere in all diesen Beispielen Ehrlichkeit nicht als bloße Ablehnung von Lügen und Betrügen, sondern als Sorge für diejenigen, für die er sich verantwortlich weiß (S. 285f.).

#### IV. Aufzug
Im IV. Aufzug wird das Misanthropie-Thema anfangs auf der Dienerebene – wie in I/4, in der Just den unhöflichen, geldgierigen Wirt komisch übertreibend auf fünffache Weise töten will, – aufgegriffen: Während Minna „kalt und nachdenkend“ (IV/3) philosophiert, echauffiert Franciska sich über den Gauner Riccaut („Spitzbuben“ hängen), mehr noch aber über ihre gelassen und reflektierend bleibende Herrin (S. 287). Just wie auch Franciska teilen damit die moralistische Empörung des Misanthropen Alceste in ihrer komischen Übertreibung von gefühlsgeleiteten Bestrafungswünschen und begrenzteren Denkfähigkeiten (S. 287).
Der handlungsbezogen hintergründig als roter Faden wirkende Gerichtsprozess, in den im Menschenfeind Alceste gezogen wird (I/1, II/6, IV/4, V/1), sei für Lessing die Anregung für eine Parallelkonstruktion: In beiden Werken werde kurz vor dem Ende in der verdeckten Handlung die juristische Auseinandersetzung in ihrer existenzgefährdenden Dimension grundlegend entschärft („dass der König alles niedergeschlagen habe […]“, was wider Tellheim vorgebracht worden sei [IV/6]). In beiden Dramen trage also die Bühnenhandlung ironischerweise nichts (!) zur Wendung in der äußeren Handlung bei; das lustspieltypische glückliche Ende in der äußeren Handlung sei aber erreicht (S. 290f.).

#### V. Aufzug
Offen geblieben seien hingegen die inner- und interpersonalen Aspekte des Geschehens (S. 291). Diese entscheidenden Auseinandersetzungen mit dem Misanthropie-Problem seien in beiden Dramen das Hauptthema des V. Aufzugs: Beide Tugendhelden setzen ihr Glück aus intrapersonalen Gründen aufs Spiel. Um dieses zu verstehen, beruft sich Ter-Nedden auf Lessings Hamburgische Dramaturgie, 99. Stück, in dem Lessing ein Drama von Terenz (Adolphe) dafür lobt, dass es nicht der banalisierenden Regel des (sächsischen) Typenlustspiels folge, die lasterhafte Hauptfigur zu verändern respektive zu erziehen oder aber – als einzige Alternative – aus der Gesellschaft auszustoßen (S. 293f.). Stattdessen lasse er die Charaktere sich gleich bleiben, die Handlung indessen zu einer Entscheidung kommen: Im Menschenfeind wird Alcestes Forderung, ihm in die Einsamkeit zu folgen, von Célimène zurückgewiesen (V/4), Minna entsagt analog dazu Tellheims Vorschlag, gemeinsam den „stillsten […] Winkel zu suchen“ (V/9). Über Molière hinaus führt ihre Begründung: Sie postuliert die Gleichheit der Geschlechter und hält ihm in diesem Rollentausch den Spiegel seines vorherigen Verhaltens ihr gegenüber vor (V/10).
Minnas Ringintrige wurde oft missbilligt, sie treibe aus einer Charakterschwäche heraus ein fragwürdiges Spiel mit Tellheim. Ter-Nedden hält dem als Erstes entgegen, dass für Lessing poetisch vollkommene Charaktere unbrauchbar seien (Hamburgische Dramaturgie, 86. Stück). Vor allem aber würde dieser Komödie damit die konzeptuelle Schlüssigkeit genommen (S. 301), denn: So wie sich eine gute Tat (Tellheims Kontributions-Mitfinanzierung während des Krieges) in persönliches Unglück (den Bestechlichkeitsvorwurf durch die preußischen Behörden) verwandelt hat, so ist – und zwar im Bühnengeschehen schon seit I/1 – Minnas von ihrer Liebe zu Tellheim verursachten Reise zu ihrem monatelang schweigenden Verlobten von der Folge begleitet, ihn damit aus seinem Gasthaus-Zimmer vertrieben zu haben, was einen wesentlichen Entwicklungsschritt in Tellheims Menschenfeindlichkeit darstelle. Tellheims Umquartierung in eine Dachkammer und seine trotzige nächtliche Wahl der Obdachlosigkeit führe zu Tellheims Ring-Versetzung und damit zur symbolischen Entlobung (I/10), andererseits aber zur anschließenden Ring-Erkennung Minnas (II/2) und muss handlungsbezogen in diesem Problemhorizont zu einem Ende geführt werden (funktional äquivalent dem verhängnisvollen Taschentuch-Motiv in Othello, S. 302). Folgerichtig sieht Tellheim, der sich unmittelbar davor noch als Schatten, der sie nicht verlassen werde (V/9) bezeichnet hat, sich nach Justs Bericht von Minnas Erwerbung seines versetzten Rings – wahnhaft – von ihr verraten (V/10). Er verallgemeinert in diesem Misanthropie-Extrem sogar bezogen auf seinen Freund Werner: „Alle Güte ist Verstellung; alle Dienstfertigkeit Betrug“, obwohl dieser nur treu Tellheims Befehle ausgeführt hatte (V/11).
Die Bedeutung der intra- und interpersonalen Aspekte zeige sich in Lessings Auflösung des dramatischen Knotens: Tellheim werde nicht von Minna „erzogen“, wie es traditionell und immer noch behauptet werde, sondern komme in eine Situation, in der er seinen ehrenhaften Charakter durch die Tat zeigen müsse (in V/9 [S. 297]). Monika Fick sieht zudem in Tellheims Selbstüberwindung seiner Eigenliebe (in seiner spontanen Bereitschaft, Minna vor dem angeblich sie enterbenden Oheim zu verteidigen, V/12) die Befreiung seines inneres Wesen. Erst dies ermögliche zu Recht ein glückliches Ende, in dem zwei Paare zueinander finden, ohne dass die vier beteiligten Charaktere (Minna und Tellheim, Franciska und Werner) ihr Wesen änderten.
Die konzeptionell-thematische Originalität von Lessings Komödie sieht Ter-Nedden nicht darin, dass etwa ein besonders schweres Unglück in dem doch allgemeinen Nachkriegselend dargestellt werde, sondern dass die Untrennbarkeit von Glück und Unglück in einer Tat dramatisiert veranschaulicht werde: zum einen Tellheims tätige Feindesliebe, die ihm als Verbrechen zur Last gelegt wird, zum anderen Minnas glückliches Auffinden ihres Verlobten in Berlin, das zu seiner Wirtshaus-Vertreibung in all seinen (negativen und positiven) Konsequenzen führt.

### Weitere Deutungsvarianten
Seit dem Beginn der literaturwissenschaftlichen Interpretationsgeschichte der Minna wird der Konflikt von Liebe und Ehre immer wieder als das zentrale Problem dieser Komödie angesehen. Tellheim wird dabei zumeist die Rolle des in übertriebener Weise auf seine Ehre bezogenen Starrkopfes zugeschrieben, der sich mit seiner ungerechtfertigten Anklage nicht abfinden kann, während Minna diese Verbissenheit durch ihre spielerische List zu überwinden vermag und Tellheim somit wieder liebesfähig macht.
Kritiker dieser traditionellen Deutung führen vor allem an, dass Tellheims Lage als Angeklagter kein anderes Verhalten zulassen würde. Da ihm bei einem negativen Ausgang seines Prozesses der vollständige Verlust seines sozialen Status drohe, sei eine Hochzeit mit Minna unter diesen Umständen undenkbar. Der Konflikt des Stückes kann also aus Sicht dieser Deutung nicht durch die Personen des Stückes selbst gelöst werden. Das glückliche Ende sichert hier erst der Brief des Königs, welcher die Botschaft vom Ende des Prozesses und damit von Tellheims völliger Rehabilitierung bringt.
In neuerer Zeit wurde unter anderem untersucht, warum Tellheim sowohl Minnas als auch Paul Werners Hilfsangebote immer wieder kategorisch ablehnt. Sein Fehler bestehe nicht nur darin, verbissen auf seine Offiziersehre zu pochen, sondern auch in seiner moralischen Eitelkeit, die es ihm (auch Freunden gegenüber) verbiete, sich in seiner finanziellen Not helfen zu lassen. Für diese Erklärung spricht, dass Tellheim sofort bereit ist, Minna doch zu heiraten, als er hört, dass sie von ihrem Oheim enterbt sei – also zu einem Zeitpunkt, an dem seine Ehre durch den Brief des Königs noch keineswegs wiederhergestellt wurde, die Ehre Minnas hingegen auf dem Spiel steht. Tellheim erwartet, dass andere (Witwe Marloff) seine Hilfe widerspruchslos annehmen, während er selbst umgekehrt nicht bereit ist, bei anderen (Paul Werner) zum Schuldner zu werden.
Daneben stehen auch andere Motive des Stückes immer wieder im Fokus der Interpretation: die Funktion des Geldes für die sozialen Beziehungen der Charaktere; die Auseinandersetzung mit Preußen und dem Krieg; die soldatische Ehre bzw. Ehrlosigkeit; die im Untertitel des Stückes angedeutete Frage nach Glück und Unglück oder das für die Zeit des 18. Jahrhunderts ungewöhnlich ausgeglichene Verhältnis der Geschlechter.

## Zeitgenössische Rezeption
Das Stück hatte bei seiner Uraufführung am 30. September 1767 in Hamburg, der ein kurzfristiges Aufführungsverbot und ein Streit mit der Berliner Zensurbehörde vorausging, außerordentlichen Bühnenerfolg und wurde daraufhin im deutschsprachigen Raum von allen wichtigen Bühnen auch im Ausland gespielt. Goethe feierte die Minna in den Gesprächen mit Eckermann rückblickend als „ein glänzendes Meteor. Es machte uns aufmerksam, daß noch etwas Höheres existierte, als wovon die damalige schwache literarische Epoche einen Begriff hatte.“ Prägend für die nachfolgende Interpretationsgeschichte wurden vor allem auch seine Bemerkungen in Dichtung und Wahrheit, wo es hieß: „Eines Werkes aber, der wahrsten Ausgeburt des Siebenjährigen Krieges, von vollkommenem norddeutschen Nationalgehalt, muß ich hier vor allen ehrenvoll erwähnen; es ist die erste aus dem bedeutenden Leben gegriffene Theaterproduktion, von spezifisch temporärem Gehalt, die deswegen eine nie zu berechnende Wirkung tat: Minna von Barnhelm.“

## Aufführungen

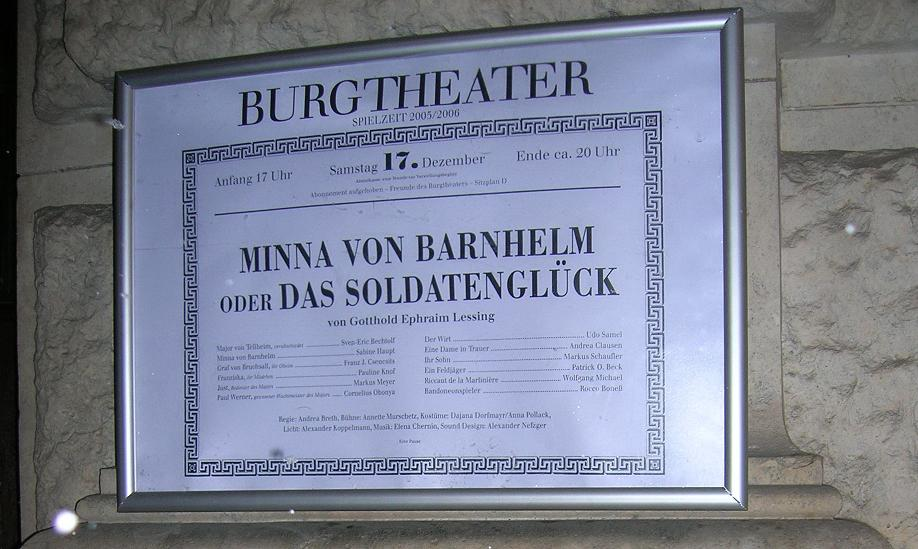
Plakat der Minna-Inszenierung von Andrea Breth am Wiener Burgtheater, 2005

Bis heute ist die „Minna“ eines der meistgespielten Schauspiele in Deutschland. Eine sehr entstaubte Inszenierung von Andrea Breth hatte am 16. Dezember 2005 am Wiener Burgtheater mit Sven-Eric Bechtolf und Sabine Haupt in den Hauptrollen Premiere: im Mittelpunkt dieser unkonventionellen Interpretation steht statt der Ehre das Geld.
Eine Bearbeitung als Musical (Buch und Liedtexte von Michael Wildenhain, Idee und Konzept von Klaus Wagner, Musik von Konstantin Wecker und Nicolas Kemmer) wurde am 2. Dezember 2000 am Theater Heilbronn uraufgeführt und bis zum 7. April 2001 insgesamt 22-mal aufgeführt.

## Ausgaben
- Gotthold Ephraim Lessing: Minna von Barnhelm oder das Soldatenglück. Ein Lustspiel in fünf Aufzügen. Berlin 1767. DTV Deutscher Taschenbuch Verlag, 1997, ISBN 3-423-02610-3, Digitalisat der Ausgabe von 1767
- Gotthold Ephraim Lessing: Werke 1767–1769. In: Lessing. Werke und Briefe. Hrsg. von Wilfried Barner u. a., Bd. 6. Hrsg. von Klaus Bohnen, Frankfurt am Main 1985.
- Gotthold Ephraim Lessing: Minna von Barnhelm. Reclam, Stuttgart 1996, ISBN 3-15-000010-6.
- Gotthold Ephraim Lessing: Minna von Barnhelm. Hamburger Lesehefte, Husum 2007, ISBN 978-3-87291-018-9.

## Verfilmungen
- 1940: Das Fräulein von Barnhelm (Regie: Hans Schweikart)
- 1957: Minna von Barnhelm of soldatengeluk (Regie: Max Douwes), Niederlande
- 1960: Heldinnen (Regie: Dietrich Haugk; mit Marianne Koch, Paul Hubschmid, Johanna von Koczian), BRD
- 1962: Minna von Barnhelm oder Das Soldatenglück (Regie: Martin Hellberg), DDR
- 1976: Minna von Barnhelm (Regie: Franz Peter Wirth; mit Reinhild Solf, Frank Hoffmann), BRD
- 1979: Minna von Barnhelm (Regie: Piet Drescher; mit Gabriele Heinz, Michael Gwisdek, Franziska Troegner, Jörg Gudzuhn, Thomas Langhoff, Cornelia Schmaus), DDR Fernsehfilm

In dem Spielfilm Fronttheater (1942) werden wiederholt Barnhelm-Szenen gezeigt. Der Film endet mit einer Versöhnung der Hauptdarsteller (Heli Finkenzeller und René Deltgen) im Rahmen einer Aufführung in Athen.

## Hörspiele
- 1926: Minna von Barnhelm oder: Das Soldatenglück – Regie: Nicht angegeben, mit Konrad Gebhardt, Hilde Knoth, Margarete Cabisius, Richard Ohnsorg, Karl Pündter (NORAG)
- 1926: Das deutsche Lustspiel bis Lessing: Minna von Barnhelm – Regie: Alfred Braun, mit Karl Ebert, Else Heims, Heinz Bernecker, Lucie Mannheim, Albert Patry, Karl Elzer, Ellen Neustädter u. a. (Funk-Stunde Berlin)
- 1929: Minna von Barnhelm – Regie: Hans Peter Schmiedel, mit Josef Krahé, Gertrude Langfelder, Alfred Wötzel, Hanna Lantes, Wilhelm Engst u. a. (MIRAG)
- 1951: Minna von Barnhelm – Regie: Cläre Schimmel, mit Lola Müthel, Hans Caninenberg, Walter Kottenkamp, Uta Rücker (SDR)
- 1953: Minna von Barnhelm – Regie: Werner Wieland, mit Helga Göring, Willy Hartmann, Sonja Theobald, Hans Meierhöfer (Rundfunk der DDR)
- 1953: Minna von Barnhelm – Regie: Lothar Müthel, mit Antje Weisgerber, Max Eckard, Peter Esser, Birgid Füllenbach (NWDR Köln)
- 1954: Minna von Barnhelm – Regie: Willi Schmidt, mit Heidemarie Hatheyer, Gustav Fröhlich, Ursula Lingen, Theo Lingen (RIAS)
- 1956: Minna von Barnhelm – Regie: Heinz-Günter Stamm, mit Antje Weisgerber, Max Eckard, Bruni Löbel, Paul Dahlke (BR)
- 1979: Minna von Barnhelm – Regie: Walter Niklaus, mit Regina Jeske, Friedhelm Eberle, Elke Wieditz, Hans-Robert Wille (Rundfunk der DDR)
- 1985: Minna von Barnhelm oder Das Soldatenglück – Regie: Thomas Köhler, mit Doris Plenert, Manfred Zapatka, Doris Wolters-Leichmann, Siegfried Meisner (SWF)
- 1995: Minna von Barnhelm – Regie: Otto Kurth, mit Liselotte Pulver, Karin Schlemmer, Günther Lüders, Charles Regnier, Heinz Schimmelpfennig, Gert Westphal (L&M, Literatur und Musik, Leuberg Edition GmbH)